# CIL (Casablanca)
 (décembre 2011).
Si vous disposez d'ouvrages ou d'articles de référence ou si vous connaissez des sites web de qualité traitant du thème abordé ici, merci de compléter l'article en donnant les références utiles à sa vérifiabilité et en les liant à la section « Notes et références ».
Pour les articles homonymes, voir CIL.
C.I.L. est un quartier résidentiel de Casablanca. Ce quartier a été construit sous l'administration française, par le Comité interprofessionnel du logement au Maroc d'où les initiales "C.I.L.". Le quartier "C.I.L." est devenu aujourd'hui "Hay Essalam", mais les Casablancais dans leur majorité continuent à l'appeler par son ancien nom.
Le quartier C.I.L. est considéré comme l'un des quartiers les plus luxueux de Casablanca (avec Californie, Oasis, Anfa Supérieur ...).